# Ulosa ada
Ulosa ada är en svampdjursart som först beskrevs av de Laubenfels 1954.  Ulosa ada ingår i släktet Ulosa och familjen Esperiopsidae. Inga underarter finns listade i Catalogue of Life.